# Orontes (Schiff, 1929)
Die Orontes (II) war ein 1929 in Dienst gestelltes Passagierschiff der britischen Reederei Orient Steam Navigation Company, das im Passagier- und Postverkehr von Großbritannien nach Australien eingesetzt wurde. Sie blieb bis 1962 im Dienst.

## Das Schiff

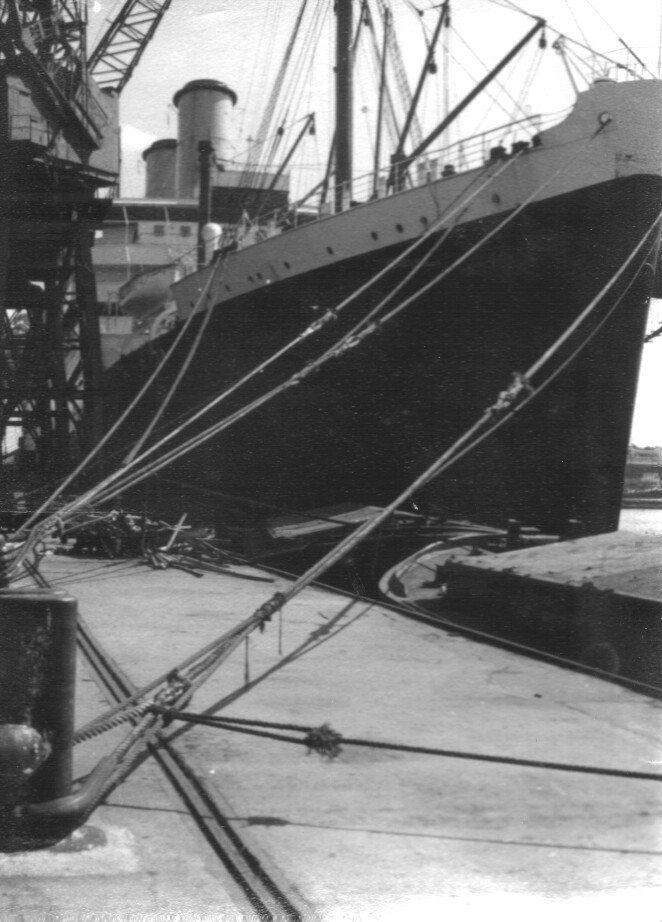
Die Orontes im Hafen Tilbury, ca. 1957

Das 20.097 BRT große Dampfturbinenschiff Orontes wurde auf der Werft Vickers-Armstrong in Barrow-in-Furness gebaut. Das 194,52 Meter lange und 22,92 Meter breite Schiff hatte zwei Schornsteine, zwei Masten und zwei Propeller. Sie wurde von zwei Dampfturbinen angetrieben, die 20.000 SHP leisteten und eine Geschwindigkeit von 18,5 Knoten ermöglichten. Das Schiff war für die Unterbringung von 460 Passagieren der Ersten Klasse und 1112 Passagieren der Dritten Klasse ausgelegt.
Die Orontes war das zuletzt fertiggestellte von fünf Schwesterschiffen, die alle um die 20.000 BRT maßen. Die anderen waren die Orama (II) (1924), die Oronsay (I) (1925), die Otranto (II) (1926) und die Orford (1928). Am 26. Februar 1929 lief die Orontes vom Stapel und im Juni desselben Jahres unternahm sie im Rahmen einer Mittelmeer-Kreuzfahrt ihre Jungfernfahrt. Am 26. Oktober 1929 lief sie in Tilbury zu ihrer ersten Australienreise nach Melbourne, Sydney und Brisbane aus. Im Jahr 1932 brachte sie das englische Cricket-Team für die Ashes-Länderspiele nach Australien, 1938 das australische Team nach Großbritannien.
1940 wurde die Orontes in einen Truppentransporter umgewandelt und fuhr unter anderem in speziellen WS-Geleitzügen. Sie nahm im November 1942 an der Operation Torch teil. Während der alliierten Invasion in Italien 1943 brachte sie in Avola auf Sizilien 4000 Männer an Land. Danach erfolgte eine weitere Truppenlandung in Salerno. 1945 brachte das Schiff Soldaten zur Vorbereitung der Operation Downfall in den Fernen Osten. 1947 wurde die Orontes wieder ihrer Reederei überstellt und bei der Werft John I. Thornycroft & Company in ein Einklassenschiff umgewandelt. Am 17. Juni 1948 nahm sie den Australienservice wieder auf. Im März 1958 kam es auf der Themse zu einer Kollision mit der Empire Baltic. Die Orontes blieb auf der Australienroute, bis sie am 5. März 1962 zum Abbruch in Valencia eintraf.